# Vincenzo Lamia Caputo
Vincenzo Lamia Caputo (Trani, 16 marzo 1958) è un ex calciatore italiano, di ruolo centrocampista.

## Carriera
Il massimo livello raggiunto in carriera è stata la Serie B, in cui ha giocato 53 partite con il Palermo.

## Palmarès

### Club

#### Competizioni nazionali
- Campionato italiano Serie C2: 1

Mantova: 1987-1988 (girone B)